# Kronenhöhe (Zahn)
Nach der Kronenhöhe werden bei Säugetieren nieder- bis hochkronige Zähne unterschieden. Zähne mit hoher Krone werden weiter in solche mit sich spät schließender Wurzel und wurzellose Zähne mit sich gar nicht schließender Wurzel und unbegrenztem Wachstum unterteilt.
Die Grenzen zwischen den unterschiedlichen Formen sind dabei fließend.

## Brachyodontie oder Brachydontie
Niederkronige oder brachy(o)donte Zähne (von altgriechisch βραχύς brachýs ‚kurz‘ und ὀδόντος odóntos ‚Zähne‘) haben gut entwickelte Wurzeln, die sich bei kurzfristigem Wachstum der Zähne frühzeitig ausbilden.
Ihre Krone liegt vollständig außerhalb des Zahnfachs und ist gegenüber den Wurzeln niedrig.
Die meisten Säugetierzähne sind brachydont.

## Hypsodontie oder Hypselodontie
Hochkronige, hypsodonte oder hypselodonte Zähne (von altgriechisch ὕψος hýpsos ‚Höhe‘ oder ὑψηλος hypselos ‚hoch‘ und ὀδόντος odóntos ‚Zähne‘) haben Wurzeln, die sich spät oder gar nicht schließen, so dass die Zähne entsprechend lange wachsen.
Die begriffliche Trennung zwischen hypsodont und hypselodont wird unterschiedlich und gegensätzlich gehandhabt, so dass Álvaro Mones (1982) stattdessen die Verwendung der unmissverständlichen Begriffe protohypsodont und euhypsodont empfiehlt.
Als Anpassung an kieselsäurehaltige Nahrung wie Gräser
haben sich hochkronige Backenzähne vielfach unabhängig voneinander bei körner- und pflanzenfressenden Säugetieren entwickelt. Sie halten dem erhöhten Abrieb beim Kauen länger stand als niederkronige Zähne.
Hochkronige Zähne sind bei der Anlage vollständig von Zement umhüllt. Durch die unterschiedlich starke Abnutzung von Zement, Dentin und Zahnschmelz werden auf der Krone Leisten freigelegt, zwischen denen Zementstreifen (Karies und Zahnstein) stehen bleiben. Die Höcker und Leisten wachsen stark in die Höhe und es kann sich ein kompliziertes Leisten- und Schlingenmuster mit scharfen Schmelzkanten bilden.
Im Hintergebiss benötigen die Zahnfächer hochkroniger Zähne viel Platz und es kommt zu einer Umgestaltung des Schädels. So wird bei Paarhufern und Unpaarhufern die Augenhöhle nach hinten verlagert
und bei Nagetieren geht der Platzbedarf meist auf Kosten der hinteren Nasenhöhle sowie der Augenhöhle.

### Protohypsodontie
Protohypsodonte Zähne (von altgriechisch πρῶτος prôtos ‚erster‘, ὕψος hýpsos ‚Höhe‘ und ὀδόντος odóntos ‚Zähne‘) haben ein begrenztes Wachstum und ihre Wurzeln schließen sich spät.

### Euhypsodontie
Wurzellose oder euhypsodonte Zähne (von altgriechisch εὖ eu ‚gut‘, ὕψος hýpsos ‚Höhe‘ und ὀδόντος odóntos ‚Zähne‘) haben ein unbegrenztes Wachstum und ihre Pulpahöhle wird in ihrer Ausdehnung nicht durch Sekundärdentin eingeschränkt.
Wurzellose Backenzähne finden sich bei Hasenartigen, vielen Nagetieren und einigen Schliefern. Daneben können auch Schneide- und Eckzähne wie die Nagezähne der Nagetiere und Hasenartigen, die Stoßzähne der Elefanten und entsprechende Zähne bei Schweinen, Flusspferden und Walrossen als wurzellose Zähne ausgebildet sein.
Die Prämolaren und Molaren von Pferden und manchen Paarhufern sind nicht wurzellos, sondern hypselodont. Sie sind in ihrer Anlage ausgereift und wachsen nicht weiter, werden allerdings dem Abrieb entsprechend nachgeschoben, was zu einer Erweiterung der Kieferhöhle führt. Die Pulpahöhle wird sukzessive mit Sekundärdentin ausgefüllt, um die Eröffnung des Cavum dentis zu vermeiden.